# Oskar Nedbal

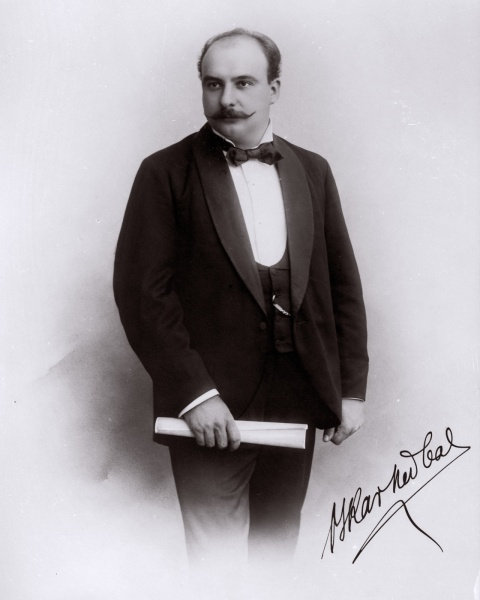
Oskar Nedbal, 1901

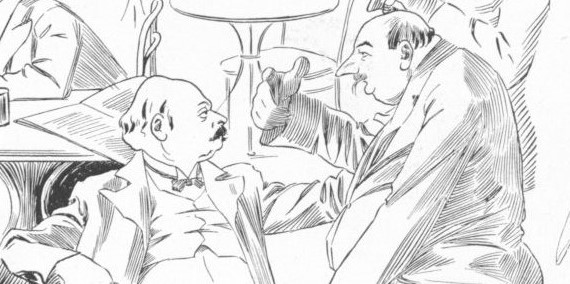
Zygmunt Skwirczyński: Oskar Nedbal (1911)

Oskar Nedbal (* 26. März 1874 in Tábor, Österreich-Ungarn; † 24. Dezember 1930 in Zagreb) war ein böhmischer Komponist und Dirigent.

## Leben
Oskar Nedbal wurde im südböhmischen Tábor (damals in der Monarchie Österreich-Ungarn) als Sohn einer tschechischsprachigen Familie geboren. Nach seinem Studium am Konservatorium in Prag als Schüler von Anton Bennewitz und Antonín Dvořák war er von 1892 bis 1906 Bratschist und Organisator des Böhmischen Streichquartetts (zusammen mit Karel Hoffmann, Josef Suk und Hanuš Wihan), um dessen Weltruhm er sich besonders verdient gemacht hat. Nachdem er 1906 mit der Frau des Primarius Hoffmann durchgebrannt war, nahm auf einer Tournee in England zunächst Lionel Tertis, dann Jeří Herold seinen Platz ein. Nedbal war Mitbegründer und Dirigent der böhmischen Philharmonie und von 1906 bis 1919 Chefdirigent des von ihm gegründeten Wiener Tonkünstler-Orchesters, wo er als Operetten-Komponist gefeiert wurde. Die 1913 in Wien uraufgeführte Operette Polenblut wurde populär und sicherte ihm in der Folge ein ständiges Einkommen durch Tantiemenzahlungen. Nach der Gründung der Tschechoslowakei war er von 1923 bis 1930 Leiter des Slowakischen Nationaltheaters zudem ab 1926 Rundfunk-Dirigent in Bratislava.
Nedbal starb am 24. Dezember 1930 im Theater von Zagreb einen Unfalltod. Nach unbewiesener, oft kolportierter Mitteilung soll er sich dort aufgrund seiner ihm ausweglos erscheinenden finanziellen Situation aus dem Ballettsaal in den Tod gestürzt haben.

## Anerkennung
Im Jahr 1953 wurde in Wien-Donaustadt (22. Bezirk) die Nedbalgasse nach ihm benannt. In seiner Geburtsstadt Tabor wurde das Stadttheater nach ihm benannt.
Der am 15. Februar 1980 entdeckte Asteroid (3592) Nedbal wurde 1990 nach ihm benannt.

## Angehörige
Der Dirigent und Förderer der Geschichte des tschechischen Operntheaters Karel Nedbal (* 28. Oktober 1888 in Königinhof an der Elbe; † 20. März 1964 in Prag) war ein Neffe Oskar Nedbals.

## Werke

### Operetten
- Cudná Barbora, Die keusche Barbara. 1911.
- Polská krev, Polenblut. 1913, sein bekanntestes Werk, allein in Wien von 1913 bis 1926 3'000 Aufführungen.
- Vinobraní, Die Winzerbraut. 1916.
- Krásná Saskia, Die schöne Saskia. 1917.
- Erivan, Eriwan. 1918.
- Mamsell Napoleon. 1919.
- Donna Gloria. 1925.

### Ballett
- Pohádka o Honzovi, Märchen von Hans. 1902.
- Z pohádky do pohádky, Vom Märchen zum Märchen. 1908.
- Princezna Hyacinta, Prinzessin Hyazint. 1911.
- Čertova babička, Teufels Großmutter. 1912.
- Andersen. 1914.

### Oper
- Sedlák Jakub, Bauer Jakob. 1922, seine einzige Oper.